# ليلى تكلا
ليلي إبراهيم تكلا سياسية قبطية مصرية، أول سيدة تنتخب لرئاسة لجنة العلاقات الخارجية بمجلس الشعب المصري، حاصلة على جائزة النيل في العلوم الاجتماعية، وعضو حالي في لجنة ثقافة المواطنة وحقوق الإنسان.

## السيرة الذاتية.
ليلى إبراهيم تكلا، أبنة المربي «إبراهيم تكلا» وزوجة اللواء «عبد الكريم درويش»، حصلت على ليسانس الحقوق من جامعة "القاهرة" في خمسينات القرن الماضى، ثم أتبعة ماجستير من جامعة «كاليفورنيا»، ثم الدكتوراه من جامعة «نيويورك».

تقلدت منصب عضو مجلس الشعب في دورة 1987:1990.

تعمل كسياسية، ومؤلفة، ومروج للعلاقات بين المسلمين والمسيحيين بإيجابية.
وظفت من شركة لوكهيد مارتن تحت اسم شركة وهمية بمجرد ان اصبحت عضو في البرلمان ويسرت صفقة طائرات النقل عام 1989 في مصر، وتقدر العمولة بـ 600 ألف دولار للطائرة الواحدة 

## المناصب والأعمال.
- أستاذ القانون والإدارة ومستشار قانونى.[5]
- رئيس صندوق الأمم المتحدة التطوعى للتعاون الفنى في مجال حقوق الإنسان.[5]
- رئيس الاتحاد المصرى للمحاميات.[5]
- عضو مجلس إدارة مكتبة الإسكندرية.[1]
- عضو اللجنة التنفيذية للمجلس القومى للمرأة.
- أول سيدة تنتخب رئيسة للجنة العلاقات الخارجية بمجلس الشعب المصرى.[1]
- عضو باللجنة التنفيذية لاتحاد برلمانات العالم، وأول امرأة في العالم تنتخب رئيسة لجلسة من جلسات هذا الاتحاد.[1]
- عضو في المجلس المصرى للشئون الخارجية.[1]
- اختيرت عضواً في «المفوضية الدولية للثقافة والتنمية».[1]
- انتُخبت لرئاسة "لجنة الخبراء لإنشاء مراكز ومؤسسات تنمية المرأة من أجل المجتمع.[1]

## المؤلفات.
- كتاب «أصول الإدارة العامة»، شاركها في تأليفه زوجها اللواء عبد الكريم درويش، الناشر «مكتبة الأنجلو المصرية».[6][7]
- كتاب «في مسألة الثورة والدستور ونظم الحكم».[1]

## تكريمات وجوائز.
فائزة بجائزة النيل في العلوم الاجتماعية عام 2016، وهي جائزة تمنح في فروع الفنون والآداب والعلوم الاجتماعية، وتصل قيمتها الي 400 الف جنيه، وميدالية ذهبية.